# Barac (Bibbia)

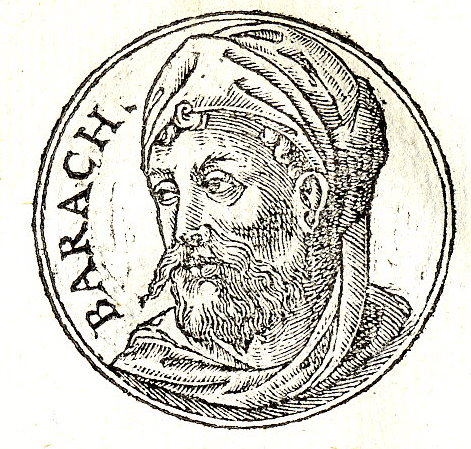
Barac in un'illustrazione del XV secolo

Barac o Baraq (il cui nome significa "lampo") era un comandante israelita nel tempo dei Giudici.

## Nel libro dei Giudici
Figlio di Abinoam, originario di Cades, fu posto dalla profetessa Debora alla testa dei guerrieri della sua tribù, Neftali, e di quelli della tribù vicina, di Zabulon, per combattere l'esercito dei Cananei del Nord guidati dal giovane Sisara, condottiero al servizio del sovrano cananeo Iabin, che regnava in Cazor.
Barac pretese di marciare contro il nemico in compagnia della profetessa, vivente testimonianza del soccorso divino. Lo scontro ebbe luogo nella pianura di Izreel e l'esercito cananeo venne battuto e massacrato dai guerrieri di Barac che scendevano dal Monte Tabor.
L'esaltazione e il ringraziamento per la vittoria sono espressi nel Cantico che segue la descrizione degli eventi, attribuito congiuntamente a Debora e a Barac; Sisara fuggì a piedi, mentre i cadaveri dei suoi uomini finirono nel torrente Qishon, venendo poi trascinati via dalla sua corrente. .

## Negli scritti posteriori
La fama di Barac varcò i secoli: l'autore dell'epistola agli Ebrei loda la sua fede in Dio, uguagliandola a quella di Gedeone, di Sansone, di Davide, di Samuele e dei profeti.